# Aygül
Aygül ist ein türkischer weiblicher Vorname. Aus dem Türkischen übersetzt bedeutet der Name etwa „Mondrose“ (türk. Ay = Mond, Gül = Rose).

## Namensträgerinnen
- Aýgül Täjiýewa (1944–2009), turkmenische Politikerin und Dissidentin
- Aygül Özkan (* 1971), deutsche Politikerin
- Aygül Berîvan Aslan (* 1981), österreichische Politikerin